# Kongeriget Napoli
Kongeriget Napoli er navnet på et historisk kongerige i Syditalien, der eksisterede i perioden 1285-1816 og omfattede en større del af det syditalienske fastland.

## Historie
Rigets oprindelse er byen Napoli, der i det 11. århundrede var hovedbyen i et fyrstedømme. Dette fystedømme indgik i 1130 i det normannisk kontrollerede kongeriget Sicilien, der som navnet antyder også omfattede øen Sicilien. I 1282 erobrede aragonerne Sicilien efter den sicilianske vesper, og den angevinske kong Karl 1. af Napoli måtte forlade øen. Karl holdt dog fast i det napolitanske område på fastlandet, og fastlandsdelen af det tidligere kongeriget Sicilien kom herefter til at blive kendt som kongeriget Napoli.
I de første mange år lå kongeriget Napoli i strid med kongeriget Sicilien, idet man fra Napoli mente at have krav på Sicilien. Først i 1373 opgav Johanne af Napoli formelt dette krav. Johanne var i øvrigt den sidste angevinske hersker af kongeriget Napoli, idet hun var barnløs. Hun adopterede Ludvig 1. af Anjou, som skulle være tronarving, men hendes fætter gjorde også krav på tronen, og denne strid førte til, at fætteren lod Johanne myrde og selv tog magten under navnet Karl 3. af Napoli. Samtidig opretholdt Ludvig et konkurrerende hof, og de to slægtslinjer kæmpede om kongeriget i de følgende årtier. Enden på striden blev, at Alfons 5. af Aragonien, der også var konge af Sicilien, i 1435 tog magten og på den måde igen samlede Sicilien og Napoli i et fælles kongerige.
Det forenede rige holdt dog ikke længere end til Alfons' død i 1458, hvor hans illegitime søn, Ferdinand 1. af Napoli, arvede kongeriget Napoli. Hans død i 1494 blev anledning til, at Karl 8. af Frankrig invaderede Italien med det angevinske krav på kongeriget Napoli som påskud. Dette blev startskuddet til de italienske krige, der hærgede landet i adskillige årtier. Angrebet fik Napoli og Sicilien til at finde sammen under de aragonske (spanske) herskere, og Spanien fik kontrol over kongeriget Napoli i 1504, der blev gjort til spansk vicekongedømme. Trods den fortsatte krig længere mod nord blev de franske forsøg på at bemægtige sig kongeriget efterhånden svagere, og det franske krav på kongeriget blev omsider opgivet ved fredsslutningen i Cateau-Cambrésis i 1559.
Efter den Spanske Arvefølgekrig i begyndelsen af det 18. århundrede mistede Spanien ved fredsslutningen i 1714 kongeriget til det tysk-romerske rige under den østrigske Karl 6., der også fik magten over kongeriget Sicilien i 1720. Men allerede i 1734 blev de to kongeriger erobret af den spanske hær under den Polske Arvefølgekrig, og hertug Karl af Parma, en yngre søn af Filip 5. af Spanien, blev konge af Napoli og Sicilien. Karl var af huset Bourbon, der sad på magten i de to riger, der konstitutionelt var adskilte, skønt de blev ledet i en personalunion i de følgende år.
Under revolutionskrigene i kølvandet på den franske revolution måtte kong Ferdinand 4. i 1799 kortvarigt flygte fra hovedstaden Napoli, hvor i stedet den profranske Parthenopæiske Republik blev udråbt. Mindre end fem måneder senere genvandt kongen kontrollen over byen med hjælp fra sanfedisterne, en lokal kongetro bondemilits, og hjælp fra den britiske flåde. I 1806 vandt Napoleon 1. af Frankrig imidlertid den militære magt i kongeriget og indsatte sin bror Joseph Bonaparte som konge af Napoli, to år senere efterfulgt af Napoleons svoger Joachim Murat. Denne forsøgte også at erobre kongeriget Sicilien, men forgæves, og efter Napoleons nederlag i 1814 blev det svært for Murat at opretholde magten i Napoli. Han måtte flygte i 1815, og det følgende år blev kongerigerne Napoli og Sicilien formelt nedlagt og samlet i kongeriget Begge Sicilier styret af bourbonske konger.